# Wolf Popper

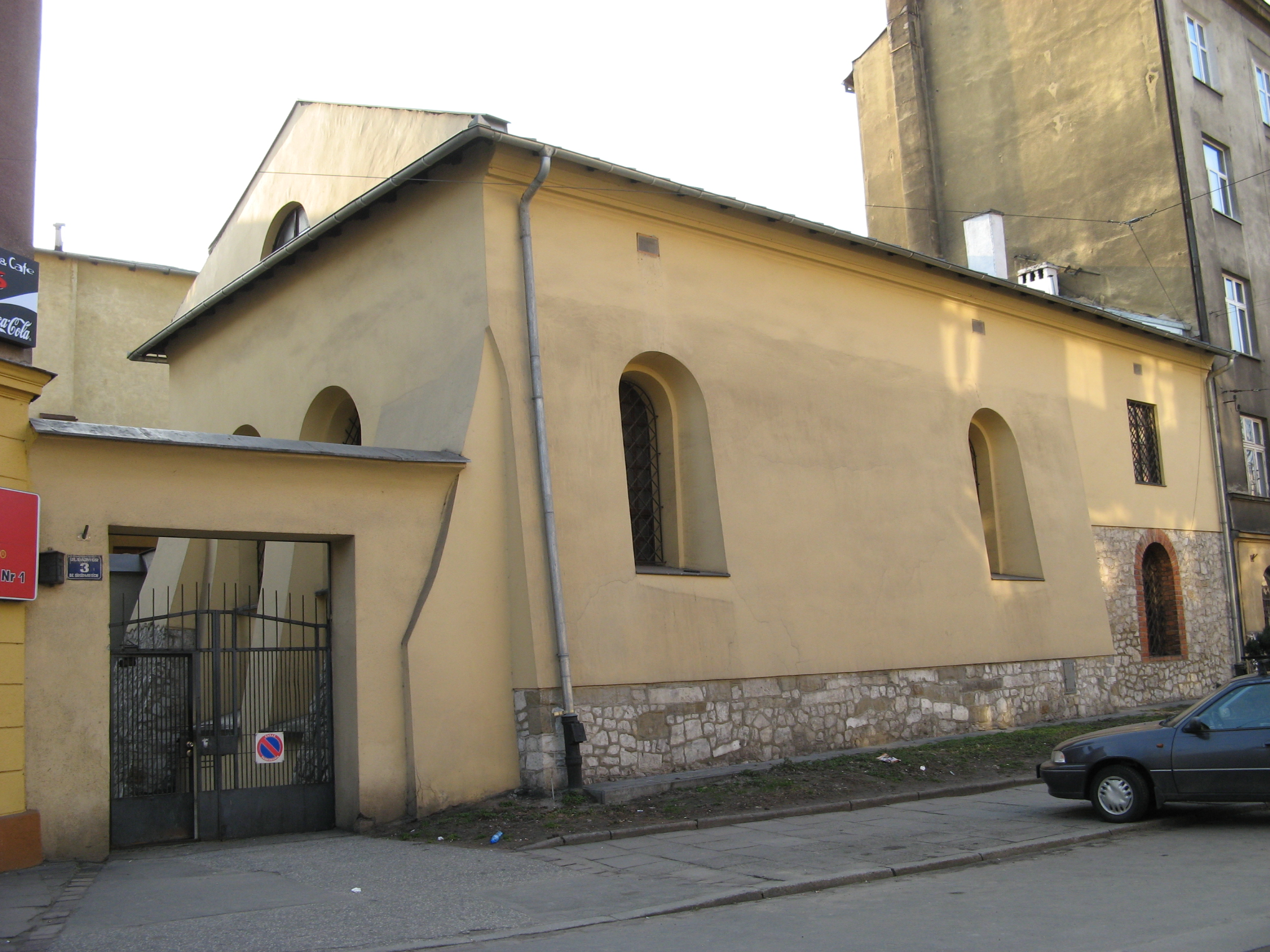
Synagoga Poppera

Benjamin Wolf Popper (ur. 1545 zm. 1621) – pochodzący z Chęcin, związany z Krakowem, żydowski kupiec, bankier i finansista, lichwiarz. Syn Izraela Gerszona, pierwszy znany z rodziny Popperów, wywodzącej się od rodziny Cohen. Przydomek Popper (z Hebr. „bocian”), niegdyś omylnie uznawany za nazwisko, przypisano mu prawdopodobnie przez jego domniemany nawyk stania na jednej nodze podczas myślenia.
Wolf Popper w 1620 roku ufundował na Kazimierzu, przy ulicy Szerokiej bożnicę, którą wyposażył w najdroższy sprzęt liturgiczny. Wkrótce po jego śmierci synagogę nazwano jego nazwiskiem.
Niewiele wiadomo o jego życiu przed osiedleniem się w Krakowie, wiadomo jednak, że na Kazimierzu osiedlił się ze względu na swoje  małżeństwo z córką zamożnego krakowskiego Żyda Lewka Landauna. Był właścicielem siedmiu sklepów oraz fabryk na terenie Wrocławia i Pragi, specjalizował się w imporcie ubrań, szczególnie z niemieckiej Kolonii, handlował też saletrą, pieprzem i woskiem. Szybko stał się jednym z najbogatszych Żydów Krakowa oraz Kazimierza, przewyższając przy tym własnego teścia, dysponując majątkiem wartym ponad 300 tys. złotych, co wynika z relacji Sebastiana Miczyńskiego, który mówi o Popperze w swojej książce Zwierciadła.